# مشيخة (حديث)
في علم الحديث، المشيخة هو الكتاب الذي يجمع فيه الراوي أسماء شيوخه ومروياته عنهم.